# بخش بروکویل، شهرستان ردوود، مینه سوتا
بخش بروکویل (به انگلیسی: Brookville Township) یک منطقهٔ مسکونی در ایالات متحده آمریکا است که در شهرستان ردوود، مینه‌سوتا واقع شده‌است.
 بخش بروکویل ۹۲٫۸ کیلومتر مربع مساحت و ۲۵۸ نفر جمعیت دارد و ۳۱۷ متر بالاتر از سطح دریا واقع شده‌است.